# The Midlanders
The Midlanders er en amerikansk stumfilm fra 1920 af Ida May Park og Joseph De Grasse.

## Medvirkende
- Bessie Love som Aurelie Lindstrom
- Truman Van Dyke som Harlan Van Hart
- Sydney Deane som Van Hart
- Frances Raymond som Mrs. Van Hart
- Curt Rehfeld som Lindstrom
- C. Norman Hammand som John Lindstrom
- Lloyd Bacon som Wiley Curran
- Jack Donovan som Arne Vance
- Howard Crampton som Boss Tanner
- Bill White as Mins